# 斯威特沃特 (佛罗里达州)
斯威特沃特（英語：Sweetwater）是美国佛罗里达州邁阿密-戴德縣下属的一座城市。建立于1941年。面积约为2.1平方公里（约合0.8平方英里）。根据2010年美国人口普查，该市有人口13,575人。论人口在本州排行第133。